# Anders Hazelius
Anders Hazelius, född 16 januari 1984, är en svensk regissör och manusförfattare.

## Biografi
Hazelius har studerat filmvetenskap vid Stockholms universitet samt filosofi och konstvetenskap vid Uppsala universitet. Han gick även regilinjen vid Filmhögskolan i Göteborg där han utexaminerades 2010.
År 2023 regisserade han ungdomsfilmen Forever som har fått höga betyg från kritiker.
Under arbetsnamnet Alla mina namn kommer Hazelius att regissera en film om artisten Tusses uppväxt.

## Filmografi
- 2008 – Maja (kortfilm)
- 2008 – Dagen efter (kortfilm)
- 2010 – Främmande land (regi, manus)
- 2010 – Pura Vida (kortfilm)
- 2012 – Baggy (kortfilm)
- 2012 – Prinsen (kortfilm)
- 2013 – Första gången (kortfilm)
- 2015 – Gerilla (regi, manus)
- 2016 – Hashtag (TV-serie) (regi)
- 2018 – In i dimman (regi, manus)
- 2019 – Den inre cirkeln (TV-serie) (regi)
- 2021–2022 – Tunna blå linjen (TV-serie) (regi)
- 2021–2022 – Thunder in My Heart (TV-serie) (regi)
- 2023 – Forever (regi)